# فيرايزون للاتصالات اللاسلكية

شعار فيرايزون الأصلي، الذي تم استخدامه من 19 مايو 1998 إلى 1 سبتمبر 2015. لا يزال يظهر في مقدمة العديد من المتاجر.

فيرايزون وايرلس (بالإنجليزية: Verizon Wireless)‏ (اختصارًا إلى فيرايزون) هي شركة اتصالات أمريكية تقدم منتجات وخدمات لاسلكية. إنه قسم من فيرايزون للاتصالات. تعد فيريزون وايرلس ثاني أكبر شركة اتصالات لاسلكية في الولايات المتحدة، حيث بلغ عدد المشتركين فيها 120.3 مليون مشترك بنهاية الربع الثالث من عام 2020.
يقع المقر الرئيسي للشركة في باسكنج ريدج، نيوجيرسي. تأسست في عام 1998 كمشروع مشترك بين شركة الاتصالات الأمريكية بيل أتلانتيك، والتي ستصبح قريبًا فيرايزون للاتصالات، وشركة الاتصالات البريطانية متعددة الجنسيات فودافون. أصبحت فيرايزون للاتصالات المالك الوحيد في عام 2014 بعد شراء حصة فودافون البالغة 45 في المائة في الشركة.
تدير شبكة الجيل الرابع تطور طويل الأمد وطنية تغطي حوالي 98 بالمائة من الولايات المتحدة. السكان، الذين فازوا في ديسمبر 2015 أو تعادلوا للحصول على أعلى مرتبة الشرف في كل فئة من تقارير روت ماتريكس روت سكور. تقدم فيريزون وايرلس خدمات الهاتف المحمول من خلال مجموعة متنوعة من الأجهزة. يغطي برنامج تطور طويل الأمد في ريف أمريكا، الذي يشارك فيه 21 شركة اتصالات ريفية، 2.7 مليون مستخدم محتمل في 169 مقاطعة ريفية. أعلنت شركة فيريزون وايرلس في عام 2015 أنها تعمل على تطوير شبكة الجيل الخامس.

## التاريخ
في سبتمبر 1999، اقترحت شركة الهاتف الأمريكية بيل أتلانتيك وشركة فودافون الهوائية بي إل سي ومقرها بريطانيا أنهما ستنشئان مشروعًا مشتركًا جديدًا لخدمة الهاتف اللاسلكي بقيمة 70 مليار دولار. تم إنشاء المشروع المشترك عندما خضعت شركة بيل أتلانتيك للاندماج مع شركة هاتف عام وإلكترونيات. في أبريل 2000، أعلنت الشركتان أن اندماج بيل أتلانتيك-عام وإلكترونيات سيأخذ اسم فيرايزون وأن الوحدة اللاسلكية بيل أتلانتيك-فودافون ستسمى فيرايزون وايرلس (قانونًا شراكة سيلكوd/b/a فيرايزون وايرلس). تمتلك شركة فيرايزون للاتصالات 55 بالمائة من شركة فيرايزون وايرلس بينما احتفظت فودافون بنسبة 45 بالمائة. وافق المنظمون مع لجنة الاتصالات الفيدرالية على اندماج بيل أتلانتيك-عام وإلكترونيات في 16 يونيو 2000، مما أدى إلى إنشاء أكبر شركة لاسلكية في الولايات المتحدة. احتلت شركة فيرايزون وايرلس هذا المركز في السوق حتى استحوذت سينجيولار على خدمات AT&T اللاسلكية في عام 2004.
خلال العقد الأول من القرن الحادي والعشرين، استحوذت شركة فيرايزون على العديد من شركات وأصول الهواتف اللاسلكية في جميع أنحاء البلاد، بما في ذلك فرجينيا وايرلس الغربية في عام 2006، رامسيل في عام 2007، شركة الخلوي الريفية، وشورويست للاتصالات، كلاهما في عام 2008. في عام 2008 أيضًا، أبرمت شركة فيرايزون صفقة لشراء ألتيل مقابل 5.9 مليار دولار في صورة حقوق ملكية مع تحمل 22.2 مليار دولار من الديون. تم الانتهاء من الصفقة في 9 يناير 2009، مما جعل فيرايزون وايرلس أكبر شبكة للهواتف المحمولة في البلاد مرة أخرى. وفقًا للاتفاقية، باعت فيرايزون ممتلكات لاسلكية ريفية عبر 18 ولاية لشركة AT&T. كانت تلك العقارات في ألاباما وأريزونا وكاليفورنيا وكولورادو وأيوا وكانساس وميتشيغان ومينيسوتا ومونتانا ونبراسكا ونيفادا ونيومكسيكو وداكوتا الشمالية وداكوتا الجنوبية وتينيسي ويوتا وفيرجينيا ووايومنغ. استمرت عمليات الاستحواذ الخاصة بشركة فيرايزون في عام 2010، بما في ذلك عمليات شراء بعض أسواق بلاتو وايرلس في عام 2012 ومشغل جولدن ستيت سيلولار في عام 2014.
أصبح مالك الأغلبية فيرايزون للاتصالات المالك الوحيد لأعمالها اللاسلكية في عام 2014، عندما اشترت حصة فودافون البالغة 45 بالمائة. تلقت فودافون 58.9 مليار دولار نقدًا، و60.2 مليار دولار في الأسهم و 11 مليار دولار في معاملات أخرى. قدرت مقالة في صحيفة نيويورك تايمز قيمة شركة فيرايزون وايرلس بحوالي 290 مليار دولار.
في أواخر عام 2014، أصبح معروفًا أن فيرايزون وايرلس تستخدم فحصًا عميقًا للحزم لإدخال حقل معرف فريد للعميل ("X-UIDH") من جانب الخادم في جميع رؤوس بروتوكول نقل النص الفائق غير المشفرة. تمت الإشارة إلى الآلية باسم «ملف تعريف الارتباط الفائق» أو «ملف تعريف الارتباط بيرما»، على الرغم من أنها ليست ملف تعريف ارتباط تقنيًا من حيث أنها لا تخزن المعلومات على جهاز العملاء وتكون شفافة للمستخدم. لا يمكن تجنبها مع الآليات الشائعة مثل حاصرات الإعلانات. ومع ذلك لا يمكن إدراجه في اتصالات بروتوكول نقل النص التشعبي الآمن والشبكة الخاصة الافتراضية المشفرة. تعلن فيرايزون عن النظام لشركاء التسويق. دعت مؤسسة الحدود الإلكترونية شركة فيرايزون إلى إنهاء البرنامج، واصفة إياه بأنه «انتهاك عميق للثقة»، معربة عن القلق بشأن إساءة استخدام الأطراف الثالثة، والتشكيك في شرعية تعديل فيرايزون للبيانات الصادرة لمستخدميها دون منحهم إمكانية الانسحاب الكامل. في يناير 2015، أعلنت فيرايزون أنها ستمنح العملاء خيار إلغاء الاشتراك، ومنذ 1 أبريل 2015، سمحت Verizon للعملاء بإلغاء الاشتراك، إما عبر الإنترنت أو عن طريق الاتصال برقم هاتف خاص.
في أغسطس 2016، عينت شركة فيرايزون رونان دن، الرئيس السابق لمزود O2 البريطاني، كرئيس جديد لأعمالها اللاسلكية.
في سبتمبر 2016، أكدت كومكاست أنها تخطط لإطلاق خدمة الهاتف المحمول، باستخدام شبكة فيرايزون باعتبارها مشغل شبكة محمول افتراضية، في منتصف عام 2017.
في فبراير 2017، في أعقاب المنافسة من سبرينت وتي-موبايل ومبادرات لتوسيع السعة وتحسين جودة شبكتها باستخدام الخلايا الكبيرة ودعم تجميع شركات النقل، أعلنت شركة فيرايزون أنها ستعيد خطة بيانات «غير محدودة» (خاضعة للاختناق في مناطق الشبكة الثقيلة بعد 22 جيجابايت من الاستخدام). دفع قرار فيرايزون بعدم تقييد معدل نقل بيانات خدمات الفيديو سبرينت وتي-موبايل لإزالة قيود مماثلة من خططهم الخاصة.
في مارس 2017، أعلنت شركة فيرايزون أن جميع هواتفها العاملة بنظام أندرويد ستحتوي على أبفلاش لمساعدة المستخدمين في العثور على المحتوى والخدمات عبر تطبيقات مختلفة. تحدث النقاد بشدة ضدها.
في مايو 2018، أطلق ميغيل كيروجا، المدير التنفيذي السابق لشركة فيرايزون، شركة النقل المدفوعة مسبقًا مرئي في دنفر كولورادو، والتي تمولها وتملكها شركة فيرايزون.
في 8 يونيو 2018، أعلنت شركة فيرايزون أنه تم اختيار هانز فيستبرج ليصبح الرئيس التنفيذي في 1 أغسطس 2018.
في أغسطس 2018، قدم قسم مكافحة الحرائق في مقاطعة سانتا كلارا بكاليفورنيا أدلة في دعوى قضائية تسعى إلى إعادة سياسات حيادية الشبكة، والتي اتهمت شركة فيرايزون بتضييق الخناق على خطة بيانات لاسلكية «غير محدودة» مرتبطة بمركبة كانت تُستخدم لتنسيق الردود إلى حريق مجمع ميندوسينو. أفاد القسم أن ممثل خدمة عملاء فيرايزون وايرلس أصر على ضرورة الترقية إلى خطة بيانات أعلى تكلفة لاستعادة سرعة الإنترنت لديهم. في بيان، أقرت فيرايزون أنها لم تشرح بشكل صحيح شروط عقدها، وأن الممثل لم يلتزم بسياسة الشركة لإزالة هذه القيود أثناء حالات الطوارئ.
في عام 2019، تم تقسيم خدمات فيرايزون وايرلس بين قسمين جديدين: المستهلك فيرايزون وفرايزون بيزنس.
في عام 2020، أطلقت شركة فيرايزون خدمة الهاتف المحمول المدفوعة مسبقًا باسم ياهو! المحمول بعد الحصول على ياهو! اسم العلامة التجارية في عام 2017.
في 14 سبتمبر 2020، أبرمت شركة فيرايزون اتفاقية لشراء تراك فون اللاسلكية والتي بلغت قيمتها حوالي 6.25 مليار دولار.

## شبكة الاتصال
تشغل فيرايزون وايرلس شبكة الجيل الرابع تطور طويل الأمد. اعتبارًا من يناير 2020، تدعي فيرايزون أن 99% من سكان الولايات المتحدة يمكنهم الوصول إلى شبكة الجيل الرابع الخاصة بهم. ومع ذلك، أظهرت بيانات المصادر الجماعية لأوبن سيجنال تغطية الجيل الرابع بنسبة 95.9%.
قبل إطلاق شبكة تطور طويل الأمد الخاصة بهم، قاموا بتشغيل شبكة سي دي إم أيه 2000 حصريًا (الناقل الرئيسي الآخر سي دي إم أيه 2000في الولايات المتحدة هو سبرينت).
بدأت شركة فيرايزون اختباراتها الأولية لشبكة الجيل الرابع تطور طويل الأمد في عام 2008 من أجل الانتقال من الجيل الأقدم لتقنيات الاتصالات المتنقلة إلى المعيار العالمي الناشئ. في ديسمبر 2010، أطلقت شركة فيرايزون وايرلس شبكة الجيل الرابع تطور طويل الأمد ناشئة في 39 سوقًا. بحلول ديسمبر 2011، بعد عام واحد فقط من الإطلاق، تمت تغطية 200 مليون أمريكي بشبكة شبكة الجيل الرابع تطور طويل، وتمت تغطية 190 سوقًا. اعتبارًا من عام 2016، تمت تغطية 98% من الولايات المتحدة بشبكة تطور طويل، و92% من جميع حركة مرور البيانات على تطور طويل.
في عام 2012، اشترى مزود الخدمة الطيف من أكبر شركات الكابلات في البلاد، بما في ذلك كومكاست وسبكترام (تايم وورنر كيبل وبرايت هاوس نتووركس في ذلك الوقت) لتحسين شبكة البيانات الخاصة به عبر الولايات المتحدة. سمحت السعة الجديدة لشركة فيرايزون بإطلاق ما تسميه XLTE (تطور طويل الأمدعلى النطاق 4) في عام 2013، مما يوفر سعة أكبر في الأسواق المزدحمة والمكتظة بالسكان.
نظرًا لأن الجيل الرابع تطور طويل الأمد عبارة عن شبكة لنقل البيانات، فعند إطلاقها، كانت المكالمات الصوتية لعملاء فيرايزون لا تزال تُنقل عبر شبكة سي دي إم أيه 2000الخاصة بالشركة، والتي تم تطويرها للهواتف المحمولة من الجيل الثالث. في سبتمبر 2014، أطلقت فيرايزون الصوت عبر تطور طويل الأمد، سمح هذا للمكالمات الصوتية بنقلها عبر شبكة التطور طويل الأمد الخاصة بالبيانات فقط. يسمح هذا أيضًا بخدمات الصوت والبيانات المتزامنة، وهو أمر غير متوفر في مكالمات سي دي إم أيه 2000 التقليدية. إلى جانب الصوت عبر تطور طويل الأمد، أعلنت فيرايزون أيضًا عن دعمها لصوت عريض النطاق، والتي توفر صوتًا عالي الجودة لمكالمات الصوت عبر التطور طويل الأمد ومكالمات الفيديو الأصلية لهواتف أندرويد. في مارس 2016، قامت فيرايزون بتمكين دعم مكالمات واي-فاي، والذي يسمح بإجراء المكالمات عبر شبكة واي-فاي. اعتبارًا من أغسطس 2015، استخدم ما يقرب من 4 ملايين مشترك من 103.7 مليون مشترك في فيرايزون الصوت عبر التطور طويل الأمد. في عام 2019، أعلنت شركة فيرايزون أنها تخطط لإغلاق شبكة سي دي إم أيه 2000 الخاصة بها بحلول نهاية عام 2020، مما يجعل الصوت عبر التطور طويل الأمد الطريقة الوحيدة لإجراء مكالمات على شبكتها.
صنف تقرير صادر عن روت متركس حول أداء شركات الاتصالات في النصف الأول من عام 2015 شبكة فيرايزون على أنها الأفضل في الأداء الوطني العام وموثوقية الشبكة وسرعة الشبكة وأداء البيانات وأداء المكالمات. في النصف الثاني من عام 2015، صنف تقرير روت متركس الخاص بشركة روت متركس شركة فيرايزون وايرلس في المرتبة الأولى في الأداء العام وسرعة الشبكة وموثوقية الشبكة وأداء المكالمات وأداء البيانات. تم ربط فيرايزون وايرلس وAT&T لأول مرة في أداء النص.
في سبتمبر 2015، صرح كبير مهندسي المعلومات والتكنولوجيا في فيرايزون روجر جورناني أن فيرايزون كانت تخطط لتجربة شبكة لاسلكية جيل خامس في غضون 12 شهرًا، مع «مستوى معين من النشر التجاري» بحلول عام 2017. في أواخر أغسطس 2016، أعلنت شركة فيرايزون رسميًا أنها قد أطلقت خدمات تطور طويل الأمد متطور في 461 سوقًا. روجت الشركة أن التكنولوجيا ستسمح بسرعات بيانات تطور طويل الأمد أعلى بنسبة 50% على الأقل على الأجهزة المدعومة.
بحلول نهاية عام 2019، أطلقت شركة فيرايزون خدمة الجيل الخامس في 30 مدينة عبر الولايات المتحدة. يتم نشر شبكة الجيل الخامس من فيرايزون على طيف الموجات المليمترية. في حين أن الطيف عالي النطاق الذي تستخدمه فيرايزون سريعًا، يكون له نطاق محدود وخسارة اختراق عالية.
في أكتوبر من عام 2020، أطلقت فيرايزون خدمة على الصعيد الوطني الجيل الخامس منخفضة النطاق في عدة مدن عبر الولايات المتحدة، وفي ديسمبر من عام 2020، وسعت تغطية الصعيد الوطني الجيل الخامس إلى «أكثر من 230 مليون شخص».
تعتزم شركة فيرايزون سحب شبكتها الجيل الثاني والجيل الثالث الوصول المُتعدد بتقسيم الترميز لصالح الجيل الرابع التطور طويل الأمد والجيل الخامس النطاق فائق العرض والنطاق المنخفض على الصعيد الوطني الجيل الخامس في 1 يناير 2021، لكنها اتخذت قرارًا في اللحظة الأخيرة بوقف التقاعد «إلى أجل غير مسمى». يتعين على عملاء فيرايزون الذين يستخدمون جهاز الوصول المُتعدد بتقسيم الترميز فقط، أو جهاز الجيل الرابع التطور طويل الأمد لا يدعم صوت عريض النطاق، الترقية إلى جهاز أحدث من أجل الاستمرار في استخدام الشبكة بمجرد إيقاف الشبكة.
تم إخطار بعض عملاء مؤسسة فيرايزون بواسطة فيرايزون بتأخير تقاعد شبكة الوصول المُتعدد بتقسيم الترميز حتى 31 ديسمبر 2022.

### ملخص تردد الراديو
فيما يلي قائمة بنطاقات تردد الجيل الثاني والجيل الثالث والتطور طويل الأمد والراديو الجديد المعروف الذي تستخدمه فيرايزون في الولايات المتحدة:

نطاقات التردد المستخدمة على شبكة فيرايزون
| نطاق التردد                 | رقم النطاق | بروتوكول          | توليد                     | الحالة                                     | ملاحظات |
| --------------------------- | ---------- | ----------------- | ------------------------- | ------------------------------------------ | --- |
| 850 ميغا هيرتزCLR           | 0          | 1xRTT/EV-DO/eHRPD | الجيل الثاني/الجيل الثالث | إعادة تسليح للجيل الرابع التطور طويل الأمد | تقوم شركة فيرايزون حاليًا بإعادة تسليح الطيف المستخدم لشبكات الجيل الثاني/الجيل الثالث الوصول المُتعدد بتقسيم الترميز الخاصة بها إلى الجيل الرابع التطور طويل الأمد في الأسواق التي تتطلب سعة تطور طويل الأمد إضافية. في أوائل عام 2021، تم تأخير إيقاف تشغيل شبكة الوصول المُتعدد بتقسيم الترميز "إلى أجل غير مسمى" بواسطة فيرايزون. لم تعلن فيرايزون عن تاريخ إغلاق جديد، ولكن تم إخطار عملاء مؤسسة فيريزون بأن التاريخ قد تم تأجيله إلى 31 ديسمبر 2022. |
| 1900 ميغا هيرتزPCS          | 1          | 1xRTT/EV-DO/eHRPD | الجيل الثاني/الجيل الثالث | إعادة تسليح للجيل الرابع التطور طويل الأمد | تقوم شركة فيرايزون حاليًا بإعادة تسليح الطيف المستخدم لشبكات الجيل الثاني/الجيل الثالث الوصول المُتعدد بتقسيم الترميز الخاصة بها إلى الجيل الرابع التطور طويل الأمد في الأسواق التي تتطلب سعة تطور طويل الأمد إضافية. في أوائل عام 2021، تم تأخير إيقاف تشغيل شبكة الوصول المُتعدد بتقسيم الترميز "إلى أجل غير مسمى" بواسطة فيرايزون. لم تعلن فيرايزون عن تاريخ إغلاق جديد، ولكن تم إخطار عملاء مؤسسة فيريزون بأن التاريخ قد تم تأجيله إلى 31 ديسمبر 2022. |
| 850 ميغا هيرتزCLR           | 5          | تطور طويل الأمد   | الجيل الرابع              | إعادة تسليح للجيل الرابع التطور طويل الأمد | تقوم شركة فيرايزون حاليًا بإعادة تسليح الطيف المستخدم لشبكات الجيل الثاني/الجيل الثالث الوصول المُتعدد بتقسيم الترميز الخاصة بها إلى الجيل الرابع التطور طويل الأمد في الأسواق التي تتطلب سعة تطور طويل الأمد إضافية. في أوائل عام 2021، تم تأخير إيقاف تشغيل شبكة الوصول المُتعدد بتقسيم الترميز "إلى أجل غير مسمى" بواسطة فيرايزون. لم تعلن فيرايزون عن تاريخ إغلاق جديد، ولكن تم إخطار عملاء مؤسسة فيريزون بأن التاريخ قد تم تأجيله إلى 31 ديسمبر 2022. |
| 1900 ميغا هيرتزPCS          | 2          | تطور طويل الأمد   | الجيل الرابع              | إعادة تسليح للجيل الرابع التطور طويل الأمد | الطبقة الثالثة من تغطية تطور طويل الأمد، تستخدم لتخفيف الازدحام. |
| 700 ميغا هيرتزUpper C Block | 13         | تطور طويل الأمد   | الجيل الرابع              | نشيط                                       | النطاق الرئيسي من تطور طويل الأمد اكتمل النشر في منتصف عام 2013. |
| 1700/2100 ميغا هيرتزAWS     | 4/66       | تطور طويل الأمد   | الجيل الرابع              | نشيط                                       | تم استخدام هذه الطبقة الثانية من تغطية تطور طويل الأمد التي تم إطلاقها على أنها "XLTE" لزيادة النطاق الترددي في الأسواق الرئيسية. |
| 850 ميغا هيرتزCLR           | n5         | الراديو الجديد    | الجيل الخامس              | نشط/بناء خارج                              | تُعرف باسم "الجيل الخامس على الصعيد الوطني"، وهي النطاقات الأساسية لشبكة راديو جديد. تم إطلاقه في أكتوبر 2020. |
| 1700 ميغا هيرتزAWS          | n66        | الراديو الجديد    | الجيل الخامس              | نشط/بناء خارج                              | تُعرف باسم "الجيل الخامس على الصعيد الوطني"، وهي النطاقات الأساسية لشبكة راديو جديد. تم إطلاقه في أكتوبر 2020. |
| 1900 ميغا هيرتزPCS          | n2         | الراديو الجديد    | الجيل الخامس              | نشط/بناء خارج                              | تُعرف باسم "الجيل الخامس على الصعيد الوطني"، وهي النطاقات الأساسية لشبكة راديو جديد. تم إطلاقه في أكتوبر 2020. |
| 28 جيجا هيرتز mmWave        | n261       | الراديو الجديد    | الجيل الخامس              | نشط/بناء خارج                              | وصفت بأنها "الجيل الخامس النطاق العريض الفائق"، هذه هي نطاقات تردد فائق العلولـ LAA عالي السرعة باستخدام خلايا صغيرة. ذهب العيش في مايو 2019. |
| 39 جيجا هيرتز mmWave        | n260       | الراديو الجديد    | الجيل الخامس              | نشط/بناء خارج                              | وصفت بأنها "الجيل الخامس النطاق العريض الفائق"، هذه هي نطاقات تردد فائق العلولـ LAA عالي السرعة باستخدام خلايا صغيرة. ذهب العيش في مايو 2019. |

## تطبيقات
تقدم فيريزون وايرلس تطبيقات وخدمات معينة حصرية لمشتركيها. يتم تحميل العديد من هذه التطبيقات مسبقًا على أجهزة فيريزون-بشكل أساسي الهواتف الذكية التي تعمل بنظام أندرويد. وقد تلقت الشركة انتقادات لهذه الممارسة، حيث اعتبر المستخدمون والنقاد أن التطبيقات «البرامج المجمعة» تكون أحيانًا زائدة عن الحاجة للتطبيقات المضمنة بالفعل في نظام تشغيل الجهاز.
يسمح تطبيق موبايل الدوري الوطني لكرة القدم الأمريكية لمشتركي فيريزون وايرلس ببث مباريات الدوري الوطني لكرة القدم وشبكة الدوري الوطني لكرة القدم الأمريكية على أجهزتهم. بينما كانت في السابق خدمة قائمة على الاشتراك، أصبح الدوري الوطني لكرة القدم الأمريكية موبايل مجانية لجميع المشتركين بدءًا من موسم الدوري الوطني لكرة القدم الأمريكية لعام 2015. كجزء من اتفاقية حصرية مع الدوري الوطني لكرة القدم الأمريكية، يمكن لمشتركي فيريزون وايرلس فقط بث بث فيريزون وايرلس إلى الأجهزة ذات الشاشات 7 بوصات (18 سم) أو أقل في الحجم. انتهى هذا العقد بعد موسم 2017 الدوري الوطني لكرة القدم الأمريكية، وافقت فيريزون على اتفاقية حقوق رقمية غير حصرية جديدة مدتها خمس سنوات، والتي تزيل حصرية فئة الجهاز، وتركز بشكل أكبر على توزيع تدفقاتها والمحتوى الرقمي المحسّن الآخر عبر محفظتها من العلامات التجارية لوسائط الإنترنت، بدلاً من أن تكون حصرية لفيريزون وايرلس مشتركين.
كجزء من صفقة منحت أيضًا رعاية ملكية الناقل للمسلسل، يمكن لمشتركي فيريزون أيضًا الوصول إلى محتوى البث الحصري داخل تطبيق سلسلة إندي كار الرسمي.
يتم استخدام تطبيق بلدي فيريزون لإدارة الحساب، بما في ذلك التحقق من إحصاءات الاستخدام وإدارة خطة خدمة المستخدم وميزات الحساب. تبعه الشهر التالي إطلاق لنظام آي أو إس. رسائل فيريزون، والمعروفة باسم ماسج+، هي تطبيق مراسلة نصية بديل يسمح بالإضافة إلى ذلك بمزامنة الرسائل بين أجهزة متعددة. فيريزون وايرلس الملاح هي خدمة خرائط وملاحة قائمة على الاشتراك توفر التنقل خطوة بخطوة، وبيانات حركة المرور الجماعية، والطقس، وقوائم الأحداث والترفيه، وأسعار الغاز، والمساعدة على الطريق، والمناظر ثنائية وثلاثية الأبعاد. يوفر تطبيق دعم وحماية فيريزون خدمات الدعم الفني وموقع الجهاز المفقود ووظيفة مكافحة الفيروسات على أندرويد.
محدد موقع العائلة فيريزون هي خدمة قائمة على الاشتراك ويمكن استخدام التطبيق لتتبع مواقع أفراد العائلة على الخريطة لما يصل إلى 10 أجهزة. تسمح محدد موقع العائلة فيريزون للآباء بتقييد وقت وكيفية استخدام أطفالهم لهواتفهم وعرض جهات اتصال أطفالهم وقفل الأجهزة. تقدم فيريزون أيضًا جيزموبال، وهو هاتف يرتدي معصمه للأطفال ويقتصر على إجراء مكالمات أو تلقيها فقط من واحد من اثنين من مقدمي الرعاية المعينين، ولديه تتبع وحدة تتبع نظام تحديد المواقع.
تشمل تطبيقات فيريزون وايرلس الأخرى مدير القوة الميدانية، والذي يسمح لأصحاب العمل بإدارة الموظفين باستخدام نظام تحديد المواقع العالمي والجداول الزمنية للإدارة والإشراف على السفر والبريد الصوتي المرئي والمساعدة على الطريق.

## منتجات وخدمات
تقدم فيريزون وايرلس خدمات الهاتف المحمول والهاتف المنزلي والإنترنت من خلال مجموعة متنوعة من الأجهزة.

### خدمات الهاتف اللاسلكي
تقدم فيريزون وايرلس الهواتف الذكية التي تعمل بنظام التشغيل آي أو إس من أبل، وأندرويد من جوجل، ومايكروسوفت ويندوز فون ونظام التشغيل بلاك بيري. تستخدم كل من الهواتف الأساسية والهواتف الذكية شبكة الجيل الرابع التطور طويل الأمد. تقدم الشركة خطط صوتية وبيانات مختلفة لمستخدميها.

### هاتف منزلي لاسلكي
تم تقديمه في فبراير 2015 باسم الاتصال بالهاتف المنزلي اللاسلكي من فيريزون، ويستخدم هاتف منزلي لاسلكي شبكة فيريزون الخلوية بدلاً من استخدام الأسلاك الأرضية التقليدية لتوفير خدمة الهاتف المنزلي.

### شبكة واي-فاي المتنقلة والنطاق العريض
تبيع شركة فيريزون وايرلس أجهزة نقطة اتصال واي-فاي، والتي تحمل علامة جتباك. قدمت الشركة خدمة الإنترنت المنزلية من خلال راوتر الجيل الرابع التطور طويل الأمد موجة عريضة مع الصوت الذي يمكنه توصيل ما يصل إلى 10 أجهزة عبر واي-فاي بالإضافة إلى خدمة الهاتف المنزلي. تم إيقاف هذه الخدمة والجهاز منذ ذلك الحين.

### تطور طويل الأمد في ريف أمريكا
يغطي برنامج التطور طويل الأمد في ريف أمريكا (أو برنامج LRA)، الذي تم تقديمه في مايو 2010، 2.7 مليون مستخدم محتمل على مساحة تزيد عن 225.000 ميل مربع (580.000 كم 2) في 169 مقاطعة ريفية. بموجب هذا البرنامج، يستأجر الشركاء الطيف من فيريزون وايرلس ويتصلون بشبكة الشركة، وتوفر فيريزون الدعم الفني والموارد لمساعدة الشركة اللاسلكية الريفية في بناء شبكة الجيل الرابع التطور طويل الأمد الخاصة بها. يعمل البرنامج على توسيع نطاق تغطية الجيل الرابع التطور طويل الأمد لكل من الناقل الريفي وفيريزون، حيث يمكن للعملاء الاستفادة من كلا الشبكتين. اعتبارًا من عام 2015، قام جميع أعضاء LRA بنشر شبكات الجيل الرابع التطور طويل الأمد بالكامل.
الناقلون الذين شاركوا في البرنامج هم:
- أبالاتشيان وايرلس
- بلو جراس الخلوية
- كارولينا ويست وايرلس
- سيلكوم
- وادي شاريتون
- التنقل عبر الدردشة
- كوبر فالي للاتصالات
- برافادو وايرلس (سابقًا سبروكيت وايرلس عن طريق الهاتف المتقاطع)
- التعاونية الهاتفية كاستر
- المرافق العامة كيتشيكان
- نيمونت
- شمال غرب الخلية
- بايونير خلوي
- شبكات ستراتا
- ساوث وسترن وايرلس (شركة الاتصالات الرئيسية سابقًا)
- اتصالات S&R
- الإبهام الخلوي
- المثلث موبايل
- شركاء لاسلكي

## وصلات خارجية
- الموقع الرسمي
- Verizon Wireless في أرشيف الإنترنت(أرشفت في  مايو 19, 2000)